# Преподобный Кирилл Белозерский
«Преподобный Кирилл Белозерский» — икона, созданная иконописцем Дионисием в конце XV — начале XVI века предположительно для местного ряда иконостаса Успенского собора Кирилло-Белозерского монастыря. По другой гипотезе, икона находилась над гробом святого Кирилла. В настоящее время хранится в собрании ГРМ (Санкт-Петербург).

## Происхождение
Икона происходит из приходской Казанской церкви города Кириллова. По сообщению А. И. Анисимова церковь ранее принадлежала Кирилло-Белозерскому монастырю. Существует предположение, что икона находилась в иконостасе Успенского собора Кирилло-Белозерского монастыря, либо висела над гробом самого преподобного Кирилла.
В числе других икона «Кирилл Белозерский» была отобрана Анисимовым для выставки, приуроченной к работе XV Археологического съезда в Новгороде (1911). Впоследствии иконы были переданы в Новгородский епархиальный музей. В каталоге выставки, составленном Анисимовым, отсутствуют и датировка и атрибуция иконы. Возможно, именно в это время авторская живопись уже была раскрыта из-под позднейших наслоений.
Фрагмент иконы (лицо Кирилла), датированный XV веком, был впервые воспроизведён И. Грабарём в VI томе «Истории русского искусства». В 1933 году икона экспонировалась на большой зарубежной выставке произведений древнерусского искусства, после неё поступила в собрание ГРМ.

## Атрибуция
С именем Дионисия икону связал впервые Н. Г. Порфиридов (1927). Предположение Порфиридова тем ценно, что в то время творчество иконописца почти не было изучено. В 1950-х годах, когда был определён и активно исследовался корпус произведений круга Дионисия, В. Лазарев атрибутировал «Кирилла Белозерского» как работу его мастерской. Атрибуция Лазарева была поддержана большей частью искусствоведов. В 1975 году Г. В. Попов приписал авторство (под знаком вопроса) иконы самому Дионисию.

## Преподобный Кирилл Белозерский
Кирилл Белозерский (1337—1427), преподобный Русской церкви, последователь Сергия Радонежского и основатель Кирилло-Белозерского монастыря. Сведения о его жизни известны из жития, составленного Пахомием Сербиным по воспоминаниям современников Кирилла.

## Описание
Преподобный Кирилл Белозерский изображен в полный рост строго фронтально. Его правая рука поднята для благословения, в левой он держит свиток, на котором начертаны слова проповеди: «Внимаите братиа имеите ч(и)стоту д(у)шевную и телесную и любовъ нелицемерьную от з(л)ых же и скверных делъ отвраща(и)тися пищу и питие не м(я)тежно(е) имеите…». Фигура святого стройная, вытянутая по вертикали, выписанная плавными линиями, подобная свече, отсылает к характеристике Кирилла, данной ему Иосифом Волоцким: «Яко на свещнице свет сияющ в нынешние времена». Лицо Кирилла, с тонкими чертами, «углублённо сосредоточенное». При кажущейся хрупкости преподобного иконописцу удалось создать образ, полный духовной силы.
Поля и фон иконы покрыты басмой из серебра, причём фон иконы украшает басма с более мелким, в сравнении с басмой на полях, узором. Исследователи после изучения иконы пришли к выводу, что фон, покрытый светлой охрой, изначально был создан с расчётом на его украшение басмой.
Колористическое решение образа, достаточно традиционное, сдержанное, построено на сочетании холодных тонов. Светлые и тёмные цвета уравновешены зелёным, создавая гармоничный образ. Лик Кирилла с тонкими чертами, выполненный светлой краской, чётко выделяется на фоне почти чёрной мантии. Её складки показаны условно, тёмный цвет углубляется зеленоватой лессировкой. Моделировка складок на жёлтом подризнике более сложная, подобные сладки можно видеть в деисусе Ферапонтова монастыря в одеждах святого Петра и архангелов.
Исследователи находят много общего в трактовке образов Кирилла и Димитрия Прилуцкого на житийной иконе из Вологодского музея, а также преподобных в кругах северной арки Ферапонтова монастыря. Но, несмотря на общность типологическую, каждый из них наделён глубокой индивидуальностью.